# Susumu Hani
Susumu Hani (羽仁 進, Hani Susumu), né le 10 octobre 1928 à Tokyo, est un réalisateur japonais.
Réalisateur à la fois de fiction et de documentaire, il s'affirme dans les années 1960 comme l'un des représentants de la Nouvelle vague japonaise.

## Biographie
Susumu Hani est le fils du philosophe et écrivain Gorō Hani (ja). Il a d'abord été journaliste à l'agence Kyodo puis il devient documentariste à l'École Iwanami en 1950. Entre 1952 et 1960, il réalise plusieurs courts métrages très remarqués et qui lui assureront une grande notoriété. Parmi ceux-ci, Les Enfants qui dessinent (1956) est récompensé du prix Robert Flaherty. Son premier long métrage Les Mauvais Garçons (Furyō shōnen, 1961) est tourné avec des délinquants non professionnels. Il continue d'explorer les versants contradictoires du Japon contemporain, à l'aube de profondes transformations sociologiques, avec Elle et lui (Kanojo to kare, 1963), dans lequel joue celle qui deviendra son épouse, Sachiko Hidari. Avec Chanson de Bwana Toshi (Bwana Toshi no uta, 1965) et La Fiancée des Andes (Andesu no hananyome, 1966), il brosse un portrait humoristique des émigrés japonais. Il aborde, une nouvelle fois, les problèmes de l'adolescence avec Premier amour, version infernale (1968). Il partage ensuite ses activités entre la télévision et le documentaire.
Susumu Hani a été marié à l'actrice Sachiko Hidari de 1959 à 1987, leur fille Mio Hani (ja), née en 1964, est aussi actrice.

## Filmographie

### Documentaires
- 1952 : Seikatsu to mizu (生活と水?)
- 1953 : Yuki matsuri
- 1953 : Machi to gesui
- 1955 : Les Enfants qui regardent (教室の子供たち, Kyōshitsu no kodomotachi?)
- 1956 : Sōseji gakkyū (双生児学級?)
- 1956 : Les Enfants qui dessinent (絵を描く子供たち, E o kaku kodomotachi?)
- 1957 : Dōbutsuen nikki (動物園日記?)
- 1958 : Umi wa ikiteiru (海は生きている?)
- 1958 : Le Temple Hōryūji (法隆寺, Hōryū-ji?)
- 1958 : Tokyo 1958 (東京1958, Tōkyō 1958?) co-réalisé avec Hiroshi Teshigahara, Zenzō Matsuyama, Kyūshirō Kusakabe, Masahiro Ogi (ja), Yoshirō Kawazu, Sadamu Maruo, Kanzaburō Mushanokoji et Ryūichirō Sakisaka (court métrage expérimental)[1]
- 1971 : La Chanson de la fée (妖精の詩, Yōsei no uta?)
- 1982 : Promesse (予言, Yogen?)
- 1983 : L'Histoire : l'ère de la force nucléaire (歴史 ＝ 核狂乱の時代, Rekishi : Kaku kyōran no jidaï?)

### Cinéma
- 1961 : Les Mauvais Garçons (不良少年, Furyō shōnen?)[2]
- 1962 : Mitasareta seikatsu (充たされた生活?)
- 1963 : Elle et lui (彼女と彼, Kanojo to kare?)[3]
- 1964 : Les Enfants main dans la main (手をつなぐ子ら, Te o tsunagu kora?)
- 1965 : La Chanson de Bwana Toshi (ブワナ・トシの歌, Bwana Toshi no uta?)
- 1966 : La Fiancée des Andes (アンデスの花嫁, Andesu no hananyome?)
- 1968 : Premier amour, version infernale (初恋・地獄篇, Hatsukoi jigokuhen?)
- 1969 : Aido (愛奴?)
- 1970 : Koi no daibōken (恋の大冒険?)
- 1972 : L'Horaire de la matinée[4] ou L'Emploi du temps d'une matinée[5] (午前中の時間割り, Gozenchū no jikanwari?)
- 1980 : Un conte d'Afrique (アフリカ物語, Afurika monogatari?)

### Télévision
- 1974-1975 : Dōbutsu kazoku (série TV)

## Distinctions
Sauf indication contraire, les informations mentionnées dans cette section peuvent être confirmées par la base de données cinématographiques IMDb,  présente dans la section « Liens externes ».

### Récompenses
- 1956 : prix du meilleur documentaire pédagogique pour Les Enfants qui dessinent lors de la Mostra de Venise[6]
- 1961 : prix du nouveau réalisateur de la Directors Guild of Japan pour Les Mauvais Garçons[7]
- 1962 : prix Kinema Junpō du meilleur film et du meilleur réalisateur pour Les Mauvais Garçons[8]
- 1964 : prix OCIC pour Elle et lui à la Berlinale[9]

### Sélections
- 1962 : en compétition pour l'Ours d'or avec Mitasareta seikatsu à la Berlinale[10]
- 1964 : en compétition pour l'Ours d'or avec Elle et lui à la Berlinale[11]
- 1965 : en compétition pour le grand prix du festival international du film de Moscou avec Les Enfants main dans la main[12]
- 1968 : en compétition pour l'Ours d'or avec Premier amour, version infernale à la Berlinale[13]
- 1969 : en compétition pour l'Ours d'or avec Aido à la Berlinale[14]